# Mesosemia minos
Mesosemia minos är en fjärilsart som beskrevs av William Chapman Hewitson 1859. Mesosemia minos ingår i släktet Mesosemia och familjen Riodinidae. Inga underarter finns listade i Catalogue of Life.

## Bildgalleri

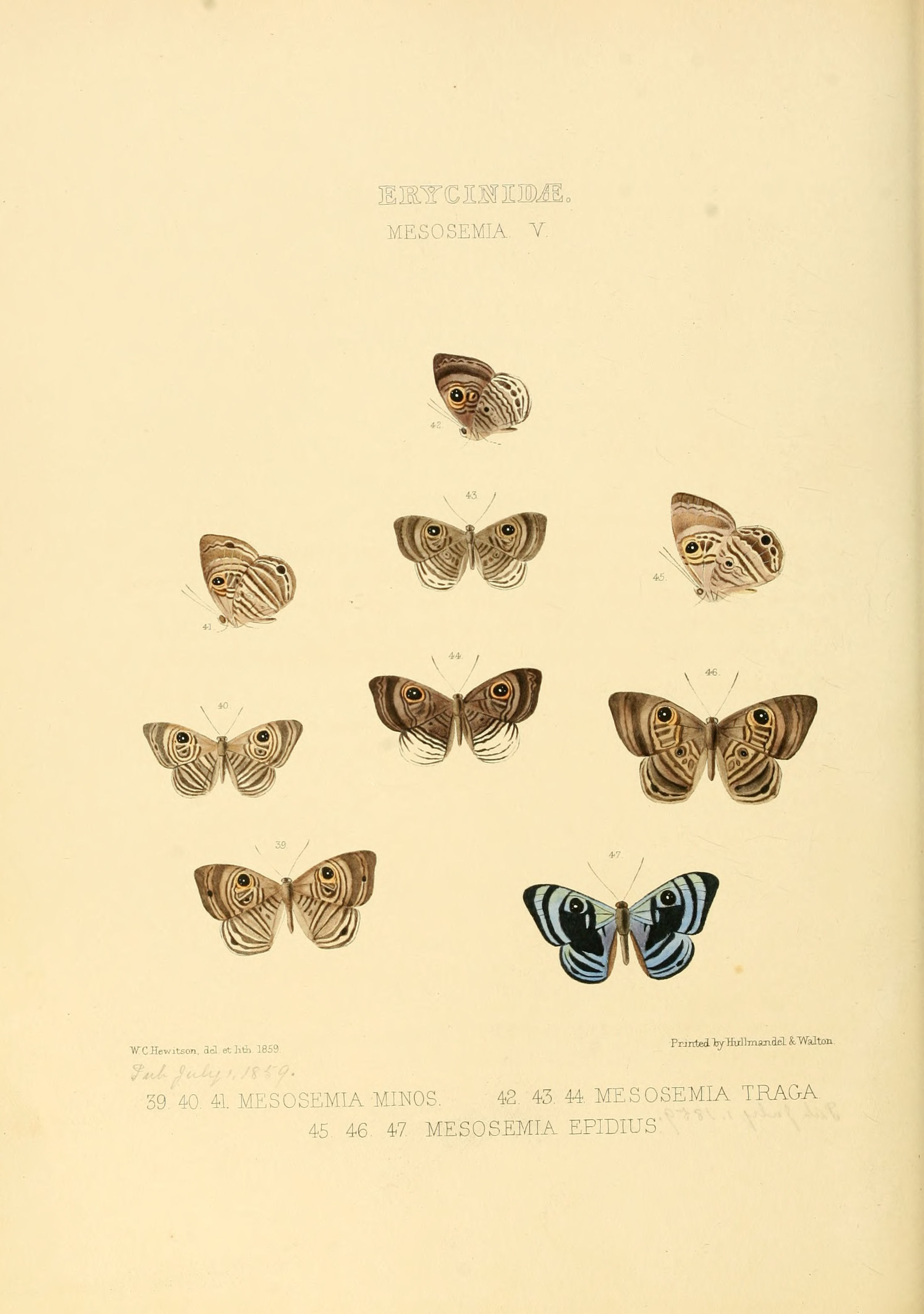